# إگيدي
إگيدي  هو  حيز جغرافي معروف في ولاية الترارزة  جنوب موريتانيا   حدوده غربا قرية الجديدة أو تگند و شرقا حاضرة الشارات و جنوبا لبيرات و شمالا إبــيــر حيب لل  علي مقربة من التاكيلالت قاطنوا هذ الحيز هم مجموعة قبائل تاشمشة ولهم عادت و تقاليد  متميزة ,تعني كلمة إكيدي بلهجة آزناكة الصنهاجية الآبار الطوال بعيدة الماء لينة التراب سريعة الانهدام.